# Wereldkampioenschap voetbal 1994 (kwalificatie CAF)
40 teams schreven zich in voor de kwalificatie van het wereldkampioenschap voetbal 1994, maar Burkina Faso, Malawi, Sierra Leone en Sao Tomé en Principe trokken zich voor de loting terug. De CAF kreeg drie plaatsen op het WK.

## Opzet
- Eerste ronde: de 36 teams werden in 9 groepen van 4 verdeeld, spelen in knock-outfase, de winnaars gaan naar de 2de ronde.
- Finaleronde: de 9 overblijvers werden in 3 groepen van 3 verdeeld, de groepswinnaars kwalificeren zich.

## Gekwalificeerde landen
| FIFA-lid | Kwalificatie    | Kwal. datum     | Aantal dln. (incl. 1994) | Dln. op rij | Eerste dln. | Laatste dln. | Titels (excl. 1994) | Beste prestatie |
| -------- | --------------- | --------------- | ------------------------ | ----------- | ----------- | ------------ | ------------------- | --------------- |
| Nigeria  | Winnaar Groep 1 | 8 oktober 1993  | 1e                       | 1           | 1994        | n.v.t.       | n.v.t.              | n.v.t.          |
| Marokko  | Winnaar Groep 2 | 10 oktober 1993 | 3e                       | 1           | 1970        | 1986         | 0                   | Achtste finale  |
| Kameroen | Winnaar Groep 3 | 10 oktober 1993 | 3e                       | 2           | 1982        | 1990         | 0                   | kwartfinale     |

## Eerste ronde
Van de 36 ingeschreven landen vielen er liefst twaalf af na de loting of gedurende de competitie. Zimbawe zorgde voor een verrassing door de WK-deelnemer van het vorig WK Egypte uit te schakelen. Egypte dacht zich al geplaatst te hebben voor de volgende ronde, maar de gewonnen thuiswedstrijd tegen Zimbabwe werd ongeldig verklaard vanwege rellen op de tribune. De wedstrijd werd over gespeeld in Lyon, waar Zimbabwe Egypte op een doelpuntloos gelijkspel hield. Bekendste speler van Zimbabwe was doelman Bruce Grobbelaar van FC Liverpool, bekend om zijn clownesk gedrag en een keeper, die briljante momenten met blunders afwisselde. Tegen Egypte blonk hij uit en bezorgde zijn land een onverwacht succes.
Een andere verrassing was de uitschakeling van Ghana, dat vlak daarvoor finalist was in de Africa Cup en pas na strafschoppen werd uitgeschakeld. Bekende spelers waren Abédi Pelé, die speelde voor topclub Olympique Marseille en beschouwd werd als de beste Afrikaanse speler van de twintigste eeuw en de jonge Nii Lamptey, die werd gezien als een toekomstige superster. De ploeg blameerde zich met een nederlaag tegen het bescheiden Burundi en verloor de beslissende wedstrijd tegen het niet meer sterke Algerije vijf minuten voor tijd. Lamptey zou zijn belofte nooit waarmaken en Pelé zou alleen successen als clubspeler meemaken.
Marokko en Tunesië waren zoals altijd gewaagd aan elkaar, van de tien eerder confrontaties in de WK-kwalificatie eindigden er zeven in een gelijkspel. Nu was het al niet anders, maar omdat Tunesië een punt verspilde aan Ethiopië was dat land uitgeschakeld zonder te verliezen. Zuid-Afrika deed voor de eerste keer mee, omdat de apartheid was afgeschaft, maar had pech meteen tegen het sterke Nigeria uit te komen. Onder leiding van de Nederlandse trainer Clemens Westerhof won Nigeria met 4-0 van Zuid Afrika en had geen problemen zich te plaatsen. Kameroen had weinig tegenstand, Afrikaans kampioen Ivoorkust, Zambia en Senegal hadden moeite met respectievelijk de bescheiden landen Niger, Madagaskar en Gabon en Guinee hoefde door alle afzeggingen alleen af te rekenen met Kenia en was na de thuiswedstrijd al zeker (4-0).
Legenda

### Groep A
| Pos | Land     | Wed            | Win            | Gel            | Ver            | DV             | DT             | +/−            | Pnt            |
| --- | -------- | -------------- | -------------- | -------------- | -------------- | -------------- | -------------- | -------------- | -------------- |
| 1.  | Algerije | 4              | 2              | 1              | 1              | 5              | 4              | +1             | 5              |
| 2.  | Ghana    | 4              | 2              | 0              | 2              | 4              | 3              | +1             | 4              |
| 3.  | Burundi  | 4              | 1              | 1              | 2              | 2              | 4              | –2             | 3              |
|     | Oeganda  | Teruggetrokken | Teruggetrokken | Teruggetrokken | Teruggetrokken | Teruggetrokken | Teruggetrokken | Teruggetrokken | Teruggetrokken |

|                |                               |       |                      |                                                                                  |
| 9 oktober 1992 | Algerije                      | 3 – 1 | Burundi              | Stade Akid Lotfi, lemcen Toeschouwers: 27.000 Scheidsrechter: Idrissa Sarr (MTN) |
| 9 oktober 1992 | Tasfaout 40', 87' Meziane 70' |       | Niyonkuru 89' (pen.) | Stade Akid Lotfi, lemcen Toeschouwers: 27.000 Scheidsrechter: Idrissa Sarr (MTN) |

|                 |              |       |       | |
| 25 oktober 1992 | Burundi      | 1 – 0 | Ghana | Stade Prince Louis Rwagasore, Bujumbura, Burundi Toeschouwers: 7.000 Scheidsrechter: Ali Tahir Hafidhi (TAN) |
| 25 oktober 1992 | Habimana 78' |       |       | Stade Prince Louis Rwagasore, Bujumbura, Burundi Toeschouwers: 7.000 Scheidsrechter: Ali Tahir Hafidhi (TAN) |

|                  |                        |       |          | |
| 20 december 1992 | Ghana                  | 2 – 0 | Algerije | Accra Sports Stadium, Accra, Ghana Toeschouwers: 40.000 Scheidsrechter: Souleymane Badara Sene (SEN) |
| 20 december 1992 | Yeboah 24' K. Ayew 82' |       |          | Accra Sports Stadium, Accra, Ghana Toeschouwers: 40.000 Scheidsrechter: Souleymane Badara Sene (SEN) |

|                 |         |       |          | |
| 17 januari 1993 | Burundi | 0 – 0 | Algerije | Stade Prince Louis Rwagasore, Bujumbura, Burundi Toeschouwers: 5.000 Scheidsrechter: Jonathan Gatera (RWA) |
| 17 januari 1993 |         |       |          | Stade Prince Louis Rwagasore, Bujumbura, Burundi Toeschouwers: 5.000 Scheidsrechter: Jonathan Gatera (RWA) |

|                 |             |       |         |                                                                                              |
| 31 januari 1993 | Ghana       | 1 – 0 | Burundi | Kumasi Sports Stadium, Kumasi, Ghana Toeschouwers: 31.711 Scheidsrechter: Idrissa Sarr (MTN) |
| 31 januari 1993 | A. Pelé 19' |       |         | Kumasi Sports Stadium, Kumasi, Ghana Toeschouwers: 31.711 Scheidsrechter: Idrissa Sarr (MTN) |

|                  |                         |       |             |                                                                                    |
| 26 februari 1993 | Algerije                | 2 – 1 | Ghana       | Stade Akid Lotfi, Tlemcen Toeschouwers: 30.000 Scheidsrechter: Lim Kee Chong (MRI) |
| 26 februari 1993 | Brahimi 60' Meziane 85' |       | Akonnor 12' | Stade Akid Lotfi, Tlemcen Toeschouwers: 30.000 Scheidsrechter: Lim Kee Chong (MRI) |

### Groep B
| Pos | Land      | Wed                                 | Win                                 | Gel                                 | Ver                                 | DV                                  | DT                                  | +/−                                 | Pnt                                 |
| --- | --------- | ----------------------------------- | ----------------------------------- | ----------------------------------- | ----------------------------------- | ----------------------------------- | ----------------------------------- | ----------------------------------- | ----------------------------------- |
| 1.  | Kameroen  | 4                                   | 2                                   | 2                                   | 0                                   | 7                                   | 1                                   | +6                                  | 6                                   |
| 2.  | Swaziland | 3                                   | 1                                   | 1                                   | 1                                   | 1                                   | 5                                   | –4                                  | 3                                   |
| 3.  | Zaïre     | 3                                   | 0                                   | 1                                   | 2                                   | 1                                   | 3                                   | –2                                  | 1                                   |
|     | Liberia   | Teruggetrokken tijdens kwalificatie | Teruggetrokken tijdens kwalificatie | Teruggetrokken tijdens kwalificatie | Teruggetrokken tijdens kwalificatie | Teruggetrokken tijdens kwalificatie | Teruggetrokken tijdens kwalificatie | Teruggetrokken tijdens kwalificatie | Teruggetrokken tijdens kwalificatie |

|                 |                                  |                   |                      |                                                                        |
| 11 oktober 1992 | Zaïre                            | 4 – 2 Geannuleerd | Liberia              | Stade Tata Raphaël, Kinshasa Scheidsrechter: Jean-Fidèle Diramba (GAB) |
| 11 oktober 1992 | Kabongo 39', 50' Lukaku 72', 85' |                   | Sebwe 32' Sogbie 55' | Stade Tata Raphaël, Kinshasa Scheidsrechter: Jean-Fidèle Diramba (GAB) |

|                 |                                                     |       |           |                                                                                 |
| 18 oktober 1992 | Kameroen                                            | 5 – 0 | Swaziland | Stade Omnisports, Yaoundé Toeschouwers: 10.336 Scheidsrechter: Omer Yengo (CGO) |
| 18 oktober 1992 | Tiki 10' Tchami 16' Djappa 20' Mbarga 64' Fiala 88' |       |           | Stade Omnisports, Yaoundé Toeschouwers: 10.336 Scheidsrechter: Omer Yengo (CGO) |

|                 |         |                   |          |                                                                    |
| 25 oktober 1992 | Liberia | 0 – 0 Geannuleerd | Kameroen | SKD Stadium, Monrovia Scheidsrechter: Dodji Hounnake-Kouassi (TOG) |
| 25 oktober 1992 |         |                   |          | SKD Stadium, Monrovia Scheidsrechter: Dodji Hounnake-Kouassi (TOG) |

|                 |                |       |       |                                                                         |
| 25 oktober 1992 | Swaziland      | 1 – 0 | Zaïre | Somhlolo National Stadium, Lobamba Scheidsrechter: Haroun Onderah (KEN) |
| 25 oktober 1992 | Terblanche 85' |       |       | Somhlolo National Stadium, Lobamba Scheidsrechter: Haroun Onderah (KEN) |

|                 |                    |       |                        |                                                                                            |
| 10 januari 1993 | Zaïre              | 1 – 2 | Kameroen               | Stade Tata Raphaël, Kinshasa Toeschouwers: 28.941 Scheidsrechter: Joel Dwarf Mondoka (ZAM) |
| 10 januari 1993 | Katschi 85' (pen.) |       | Ebongué 50' Tchami 60' | Stade Tata Raphaël, Kinshasa Toeschouwers: 28.941 Scheidsrechter: Joel Dwarf Mondoka (ZAM) |

|                 |           |       |          |                                                                                       |
| 17 januari 1993 | Swaziland | 0 – 0 | Kameroen | Somhlolo National Stadium, Lobamba, Swaziland Scheidsrechter: Christian Chikuka (ZAM) |
| 17 januari 1993 |           |       |          | Somhlolo National Stadium, Lobamba, Swaziland Scheidsrechter: Christian Chikuka (ZAM) |

|                 |       |               |           |                                                              |
| 31 januari 1993 | Zaïre | Niet gespeeld | Swaziland | Stade Tata Raphaël, Kinshasa Scheidsrechter: Bantsimba (CGO) |
| 31 januari 1993 |       |               |           | Stade Tata Raphaël, Kinshasa Scheidsrechter: Bantsimba (CGO) |

|              |          |       |       |                                                                |
| 1 maart 1993 | Kameroen | 0 – 0 | Zaïre | Stade Omnisports, Yaoundé Scheidsrechter: Anthony Edusah (GHA) |
| 1 maart 1993 |          |       |       | Stade Omnisports, Yaoundé Scheidsrechter: Anthony Edusah (GHA) |

### Groep C
| Pos | Land     | Wed | Win | Gel | Ver | DV | DT | +/− | Pnt |
| --- | -------- | --- | --- | --- | --- | -- | -- | --- | --- |
| 1.  | Zimbabwe | 6   | 4   | 2   | 0   | 8  | 4  | +4  | 10  |
| 2.  | Egypte   | 6   | 3   | 2   | 1   | 9  | 3  | +6  | 8   |
| 3.  | Angola   | 5   | 1   | 2   | 2   | 3  | 4  | –1  | 4   |
| 4.  | Togo     | 5   | 0   | 0   | 5   | 2  | 11 | –9  | 0   |

|                |               |       |      |                                                                                               |
| 9 oktober 1992 | Zimbabwe      | 1 – 0 | Togo | National Sports Stadium, Harare Toeschouwers: 42.958 Scheidsrechter: Macnever Mang'anda (MAW) |
| 9 oktober 1992 | A. Ndlovu 67' |       |      | National Sports Stadium, Harare Toeschouwers: 42.958 Scheidsrechter: Macnever Mang'anda (MAW) |

|                 |               |       |        |                                                                          |
| 11 oktober 1992 | Egypte        | 1 – 0 | Angola | Arab Contractors-stadion, Caïro Scheidsrechter: Rachid Ben Khedija (TUN) |
| 11 oktober 1992 | H. Hassan 63' |       |        | Arab Contractors-stadion, Caïro Scheidsrechter: Rachid Ben Khedija (TUN) |

|                 |           |       |                                                 |                                                                                       |
| 25 oktober 1992 | Togo      | 1 – 4 | Egypte                                          | Stade de Kégué, Lomé Toeschouwers: 10.253 Scheidsrechter: Cherif Boubacar Mbaye (SEN) |
| 25 oktober 1992 | Salou 80' |       | Mansour 24' H. Hassan 32', 89' (pen.) Ramzy 84' | Stade de Kégué, Lomé Toeschouwers: 10.253 Scheidsrechter: Cherif Boubacar Mbaye (SEN) |

|                  |                        |       |             |                                                                                             |
| 20 december 1992 | Zimbabwe               | 2 – 1 | Egypte      | National Sports Stadium, Harare Toeschouwers: 55.000 Scheidsrechter: Getachew Mekonen (ETH) |
| 20 december 1992 | P. Ndlovu 40' Sawu 49' |       | El-Kass 64' | National Sports Stadium, Harare Toeschouwers: 55.000 Scheidsrechter: Getachew Mekonen (ETH) |

|                 |           |       |          |                                                                  |
| 10 januari 1993 | Angola    | 1 – 1 | Zimbabwe | Estádio da Cidadela, Luanda Scheidsrechter: Kalumba Kabuya (ZAI) |
| 10 januari 1993 | Neves 60' |       | Sawu 25' | Estádio da Cidadela, Luanda Scheidsrechter: Kalumba Kabuya (ZAI) |

|                 |         |       |                    |                                                                                 |
| 17 januari 1993 | Togo    | 1 – 2 | Zimbabwe           | Stade de Kégué, Lomé Toeschouwers: 5.464 Scheidsrechter: Fode Capi Camara (GUI) |
| 17 januari 1993 | Ali 69' |       | Sawu 47' McKop 62' | Stade de Kégué, Lomé Toeschouwers: 5.464 Scheidsrechter: Fode Capi Camara (GUI) |

|                 |        |       |        |                                                                |
| 18 januari 1993 | Angola | 0 – 0 | Egypte | Estádio da Cidadela, Luanda Scheidsrechter: Eric Blareau (BEL) |
| 18 januari 1993 |        |       |        | Estádio da Cidadela, Luanda Scheidsrechter: Eric Blareau (BEL) |

|                 |                                     |       |      |                                                                             |
| 31 januari 1993 | Egypte                              | 3 – 0 | Togo | Cairo Militaire Academie Stadion, Caïro Scheidsrechter: Mohamed Bahar (MAD) |
| 31 januari 1993 | H. Hassan 58' Ezzat 83' El-Kass 89' |       |      | Cairo Militaire Academie Stadion, Caïro Scheidsrechter: Mohamed Bahar (MAD) |

|                 |                        |       |          |                                                                                |
| 31 januari 1993 | Zimbabwe               | 2 – 1 | Angola   | National Sports Stadium, Harare Scheidsrechter: Karamchand Teeluckdharry (MRI) |
| 31 januari 1993 | Sawu 17' P. Ndlovu 61' |       | Neto 44' | National Sports Stadium, Harare Scheidsrechter: Karamchand Teeluckdharry (MRI) |

|  |        |   |      |  |
|  | Angola | – | Togo |  |
|  |        |   |      |  |

|                  |                                       |                   |                  |                                                                |
| 28 februari 1993 | Egypte Kasem 32' (pen.) H. Hassan 40' | 2 – 1 Geannuleerd | Zimbabwe Sawu 5' | Cairo Stadium, Caïro Scheidsrechter: Jean-Fidèle Diramba (GAB) |
| 28 februari 1993 |                                       |                   |                  | Cairo Stadium, Caïro Scheidsrechter: Jean-Fidèle Diramba (GAB) |

|                  |      |            |        |                                                                                          |
| 28 februari 1993 | Togo | 0 – 1      | Angola | Stade de Kégué, Lomé Toeschouwers: 2.427 Scheidsrechter: Ousmane Souleymane Diallo (BUR) |
| 28 februari 1993 |      | Paulão 83' |        | Stade de Kégué, Lomé Toeschouwers: 2.427 Scheidsrechter: Ousmane Souleymane Diallo (BUR) |

|               |        |              |          |                                                                                            |
| 15 april 1993 | Egypte | 0 – 0 replay | Zimbabwe | Stade de Gerland, Lyon (Frankrijk) Toeschouwers: 10.000 Scheidsrechter: Joël Quiniou (FRA) |
| 15 april 1993 |        |              |          | Stade de Gerland, Lyon (Frankrijk) Toeschouwers: 10.000 Scheidsrechter: Joël Quiniou (FRA) |

### Groep D
| Pos                  | Land              | Wed            | Win            | Gel            | Ver            | DV             | DT             | +/−            | Pnt            |
| -------------------- | ----------------- | -------------- | -------------- | -------------- | -------------- | -------------- | -------------- | -------------- | -------------- |
| 1.                   | Nigeria           | 4              | 3              | 1              | 0              | 7              | 0              | +7             | 7              |
| 2.                   | Zuid-Afrika       | 4              | 2              | 1              | 1              | 2              | 4              | –2             | 5              |
| 3.                   | Congo-Brazzaville | 4              | 0              | 0              | 4              | 0              | 5              | –5             | 0              |
|                      | Libië             | Teruggetrokken | Teruggetrokken | Teruggetrokken | Teruggetrokken | Teruggetrokken | Teruggetrokken | Teruggetrokken | Teruggetrokken |
| Sao Tomé en Principe | Teruggetrokken    | Teruggetrokken | Teruggetrokken | Teruggetrokken | Teruggetrokken | Teruggetrokken | Teruggetrokken | Teruggetrokken |                |

|                 |                                     |       |             |                                                                            |
| 10 oktober 1992 | Nigeria                             | 4 – 0 | Zuid-Afrika | Surulerestadion, Lagos Toeschouwers: 40.738 Scheidsrechter: Rex Odei (GHA) |
| 10 oktober 1992 | Ricky 34' Siasa 56' Yekini 65', 89' |       |             | Surulerestadion, Lagos Toeschouwers: 40.738 Scheidsrechter: Rex Odei (GHA) |

|                 |             |       |                   |                                                                                    |
| 25 oktober 1992 | Zuid-Afrika | 1 – 0 | Congo-Brazzaville | Soccer City, Johannesburg Toeschouwers: 18.964 Scheidsrechter: Lim Kee Chong (MRI) |
| 25 oktober 1992 | Masinga 27' |       |                   | Soccer City, Johannesburg Toeschouwers: 18.964 Scheidsrechter: Lim Kee Chong (MRI) |

|                  |                   |            |         | |
| 20 december 1992 | Congo-Brazzaville | 0 – 1      | Nigeria | Stade Alphonse Massemba-Débat, Brazzaville Toeschouwers: 60.000 Scheidsrechter: Pierre Alain Mounguengui (GAB) |
| 20 december 1992 |                   | Yekini 22' |         | Stade Alphonse Massemba-Débat, Brazzaville Toeschouwers: 60.000 Scheidsrechter: Pierre Alain Mounguengui (GAB) |

|                 |             |       |         |                                                                                  |
| 16 januari 1993 | Zuid-Afrika | 0 – 0 | Nigeria | Soccer City, Johannesburg Toeschouwers: 47.748 Scheidsrechter: Edwin Senai (BOT) |
| 16 januari 1993 |             |       |         | Soccer City, Johannesburg Toeschouwers: 47.748 Scheidsrechter: Edwin Senai (BOT) |

|                 |                   |            |             | |
| 31 januari 1993 | Congo-Brazzaville | 0 – 1      | Zuid-Afrika | Stade Alphonse Massemba-Débat, Brazzaville Toeschouwers: 6.000 Scheidsrechter: Sylvain Abikanlou (BEN) |
| 31 januari 1993 |                   | Legodi 86' |             | Stade Alphonse Massemba-Débat, Brazzaville Toeschouwers: 6.000 Scheidsrechter: Sylvain Abikanlou (BEN) |

|                  |                       |       |                   |                                                                                          |
| 27 februari 1993 | Nigeria               | 2 – 0 | Congo-Brazzaville | Nnamdi Azikiwestadion, Enugu Toeschouwers: 30.202 Scheidsrechter: Mohamed Kouradji (ALG) |
| 27 februari 1993 | Fuludu 14' George 84' |       |                   | Nnamdi Azikiwestadion, Enugu Toeschouwers: 30.202 Scheidsrechter: Mohamed Kouradji (ALG) |

### Groep E
| Pos | Land      | Wed            | Win            | Gel            | Ver            | DV             | DT             | +/−            | Pnt            |
| --- | --------- | -------------- | -------------- | -------------- | -------------- | -------------- | -------------- | -------------- | -------------- |
| 1.  | Ivoorkust | 4              | 2              | 2              | 0              | 7              | 0              | +7             | 6              |
| 2.  | Niger     | 4              | 2              | 1              | 1              | 3              | 2              | +1             | 5              |
| 3.  | Botswana  | 4              | 0              | 1              | 3              | 1              | 9              | –8             | 1              |
|     | Soedan    | Teruggetrokken | Teruggetrokken | Teruggetrokken | Teruggetrokken | Teruggetrokken | Teruggetrokken | Teruggetrokken | Teruggetrokken |

|                 |                                                                    |       |          | |
| 10 oktober 1992 | Ivoorkust                                                          | 6 – 0 | Botswana | Stade Félix Houphouët-Boigny, Abidjan Toeschouwers: 15.052 Scheidsrechter: Titus Olabode Adegbehingbe (NGR) |
| 10 oktober 1992 | A. Traoré 10', 17' (pen.), 86' Ben Salah 14' Tiéhi 69' Kouadio 70' |       |          | Stade Félix Houphouët-Boigny, Abidjan Toeschouwers: 15.052 Scheidsrechter: Titus Olabode Adegbehingbe (NGR) |

|                 |       |       |           |                                                                                     |
| 25 oktober 1992 | Niger | 0 – 0 | Ivoorkust | Stade de 29 Juillet, Niamey Toeschouwers: 14.230 Scheidsrechter: Ahmat Kinder (GHA) |
| 25 oktober 1992 |       |       |           | Stade de 29 Juillet, Niamey Toeschouwers: 14.230 Scheidsrechter: Ahmat Kinder (GHA) |

|                  |          |             |       |                                                                                  |
| 20 december 1992 | Botswana | 0 – 1       | Niger | Somhlolo Nationaal Stadion, Gaborone Scheidsrechter: Wallace Ernest Mabuza (SWZ) |
| 20 december 1992 |          | Yattaga 32' |       | Somhlolo Nationaal Stadion, Gaborone Scheidsrechter: Wallace Ernest Mabuza (SWZ) |

|                 |          |       |           |                                                                        |
| 17 januari 1993 | Botswana | 0 – 0 | Ivoorkust | Somhlolo Nationaal Stadion, Gaborone Scheidsrechter: Alem Assefa (ETH) |
| 17 januari 1993 |          |       |           | Somhlolo Nationaal Stadion, Gaborone Scheidsrechter: Alem Assefa (ETH) |

|                 |               |       |       | |
| 31 januari 1993 | Ivoorkust     | 1 – 0 | Niger | Stade Félix Houphouët-Boigny, Abidjan Toeschouwers: 18.011 Scheidsrechter: Mamadouba Engage Camara (GUI) |
| 31 januari 1993 | A. Traoré 54' |       |       | Stade Félix Houphouët-Boigny, Abidjan Toeschouwers: 18.011 Scheidsrechter: Mamadouba Engage Camara (GUI) |

|                  |                 |       |            |                                                         |
| 28 februari 1993 | Niger           | 2 – 1 | Botswana   | Niamey, Niger Scheidsrechter: Sidi Bekaye Magassa (MLI) |
| 28 februari 1993 | Yahaya 23', 89' |       | Duiker 37' | Niamey, Niger Scheidsrechter: Sidi Bekaye Magassa (MLI) |

### Groep F
| Pos | Land     | Wed            | Win            | Gel            | Ver            | DV             | DT             | +/−            | Pnt            |
| --- | -------- | -------------- | -------------- | -------------- | -------------- | -------------- | -------------- | -------------- | -------------- |
| 1.  | Marokko  | 6              | 4              | 2              | 0              | 13             | 1              | +12            | 10             |
| 2.  | Tunesië  | 6              | 3              | 3              | 0              | 14             | 2              | +12            | 9              |
| 3.  | Ethiopië | 6              | 1              | 1              | 4              | 3              | 11             | –8             | 3              |
| 4.  | Benin    | 6              | 1              | 0              | 5              | 3              | 19             | –16            | 2              |
|     | Malawi   | Teruggetrokken | Teruggetrokken | Teruggetrokken | Teruggetrokken | Teruggetrokken | Teruggetrokken | Teruggetrokken | Teruggetrokken |

|                 |                                                                 |       |                |                                                                                      |
| 11 oktober 1992 | Tunesië                                                         | 5 – 1 | Benin          | Stade El Menzah, Tunis Toeschouwers: 30.118 Scheidsrechter: Pierluigi Pairetto (ITA) |
| 11 oktober 1992 | F. Roussi 16' (pen.) Mahjoubi 30' Hamrouni 40', 52' Sellimi 77' |       | Sacramento 43' | Stade El Menzah, Tunis Toeschouwers: 30.118 Scheidsrechter: Pierluigi Pairetto (ITA) |

|                 |                                   |                    |          |                                                                                       |
| 11 oktober 1992 | Marokko Chaouch 2', 29'           | 5 – 0 Gestaakt 51' | Ethiopië | Stade Mohammed V, Casablanca Toeschouwers: 6.820 Scheidsrechter: Rachid Medjiba (ALG) |
| 11 oktober 1992 | Fertout 14' Lashaf 40' Samadi 50' |                    |          | Stade Mohammed V, Casablanca Toeschouwers: 6.820 Scheidsrechter: Rachid Medjiba (ALG) |

|                 |          |       |         |                                                                                              |
| 25 oktober 1992 | Ethiopië | 0 – 0 | Tunesië | Stade Haile Selassie, Addis Ababa Toeschouwers: 2.488 Scheidsrechter: Bora Mady Kanoso (MAD) |
| 25 oktober 1992 |          |       |         | Stade Haile Selassie, Addis Ababa Toeschouwers: 2.488 Scheidsrechter: Bora Mady Kanoso (MAD) |

|                 |       |            |         |                                                                                  |
| 25 oktober 1992 | Benin | 0 – 1      | Marokko | Stade de l'Amitié, Cotonou Toeschouwers: 2.488 Scheidsrechter: Oi Attikora (CIV) |
| 25 oktober 1992 |       | Daoudi 50' |         | Stade de l'Amitié, Cotonou Toeschouwers: 2.488 Scheidsrechter: Oi Attikora (CIV) |

|                  |                |       |              |                                                                                 |
| 20 december 1992 | Tunesië        | 1 – 1 | Marokko      | Stade El Menzah, Tunis Toeschouwers: 36.950 Scheidsrechter: Michel Piraux (BEL) |
| 20 december 1992 | F. Rouissi 44' |       | Bouyboub 85' | Stade El Menzah, Tunis Toeschouwers: 36.950 Scheidsrechter: Michel Piraux (BEL) |

|                  |                                     |       |           |                                                                                     |
| 20 december 1992 | Ethiopië                            | 3 – 1 | Benin     | Stade Haile Selassie, Addis Ababa Scheidsrechter: Christopher Yolisichra-Musa (UGA) |
| 20 december 1992 | Hussein 7' Beguashaw 38' Tenker 50' |       | Sossa 21' | Stade Haile Selassie, Addis Ababa Scheidsrechter: Christopher Yolisichra-Musa (UGA) |

|                 |          |             |         |                                                                                                |
| 17 januari 1993 | Ethiopië | 0 – 1       | Marokko | Addis Ababa Stadium, Addis Ababa Toeschouwers: 12.757 Scheidsrechter: Martin Bita Omondi (KEN) |
| 17 januari 1993 |          | Fertout 33' |         | Addis Ababa Stadium, Addis Ababa Toeschouwers: 12.757 Scheidsrechter: Martin Bita Omondi (KEN) |

|                 |       |                                                   |         |                                                                                            |
| 17 januari 1993 | Benin | 0 – 5                                             | Tunesië | Stade de l'Amitié, Cotonou Toeschouwers: 5.933 Scheidsrechter: Lazare Essimi Mbengue (CMR) |
| 17 januari 1993 |       | Tlemcani 15' L. Rouissi 18', 42' Herichi 45', 61' |         | Stade de l'Amitié, Cotonou Toeschouwers: 5.933 Scheidsrechter: Lazare Essimi Mbengue (CMR) |

|                 |                                    |       |          |                                                                                      |
| 31 januari 1993 | Tunesië                            | 3 – 0 | Ethiopië | Stade El Menzah, Tunis Toeschouwers: 7.500 Scheidsrechter: Jean-Fidèle Diramba (GAB) |
| 31 januari 1993 | Limam 4' Mahjoubi 73' Hamrouni 89' |       |          | Stade El Menzah, Tunis Toeschouwers: 7.500 Scheidsrechter: Jean-Fidèle Diramba (GAB) |

|                 |                                                              |       |       | |
| 31 januari 1993 | Marokko                                                      | 5 – 0 | Benin | Prince Moulay Abdellah Stadium, Rabat Toeschouwers: 9.602 Scheidsrechter: Cherif Boubacar Mbaye (SEN) |
| 31 januari 1993 | Chaouch 2', 17' El Khalej 42' Abrami 60' (pen.) Mezziane 72' |       |       | Prince Moulay Abdellah Stadium, Rabat Toeschouwers: 9.602 Scheidsrechter: Cherif Boubacar Mbaye (SEN) |

|                  |            |       |          |                                                                 |
| 28 februari 1993 | Benin      | 1 – 0 | Ethiopië | Stade de l'Amitié, Cotonou Scheidsrechter: Zakaria Camara (GUI) |
| 28 februari 1993 | Arouna 62' |       |          | Stade de l'Amitié, Cotonou Scheidsrechter: Zakaria Camara (GUI) |

|                  |         |       |         |                                                                                        |
| 28 februari 1993 | Marokko | 0 – 0 | Tunesië | Stade Mohammed V, Casablanca Toeschouwers: 60.000 Scheidsrechter: Leslie Mottram (SCO) |
| 28 februari 1993 |         |       |         | Stade Mohammed V, Casablanca Toeschouwers: 60.000 Scheidsrechter: Leslie Mottram (SCO) |

### Groep G
| Pos | Land       | Wed            | Win            | Gel            | Ver            | DV             | DT             | +/−            | Pnt            |
| --- | ---------- | -------------- | -------------- | -------------- | -------------- | -------------- | -------------- | -------------- | -------------- |
| 1.  | Senegal    | 4              | 3              | 0              | 1              | 10             | 4              | +6             | 6              |
| 2.  | Gabon      | 4              | 2              | 1              | 1              | 7              | 5              | +2             | 5              |
| 3.  | Mozambique | 4              | 0              | 1              | 3              | 3              | 11             | –8             | 1              |
|     | Mauritanië | Teruggetrokken | Teruggetrokken | Teruggetrokken | Teruggetrokken | Teruggetrokken | Teruggetrokken | Teruggetrokken | Teruggetrokken |

|                 |                                |       |             | |
| 11 oktober 1992 | Gabon                          | 3 – 1 | Mozambique  | Stade Omnisport de Libreville, Libreville Toeschouwers: 8.903 Scheidsrechter: Joao Do Nascimento Gonçalves (ANG) |
| 11 oktober 1992 | Nzamba 12', 24' Aubameyang 75' |       | Sardina 17' | Stade Omnisport de Libreville, Libreville Toeschouwers: 8.903 Scheidsrechter: Joao Do Nascimento Gonçalves (ANG) |

|                 |            |            |         |                                                                                         |
| 25 oktober 1992 | Mozambique | 0 – 1      | Senegal | Estádio da Machava, Maputo Toeschouwers: 12.000 Scheidsrechter: Christian Chikuka (ZAM) |
| 25 oktober 1992 |            | Diallo 86' |         | Estádio da Machava, Maputo Toeschouwers: 12.000 Scheidsrechter: Christian Chikuka (ZAM) |

|                  |                                  |       |                    | |
| 19 december 1992 | Gabon                            | 3 – 2 | Senegal            | Stade Omnisport de Libreville, Libreville Toeschouwers: 25.000 Scheidsrechter: Mamadouba Engage Camara (GUI) |
| 19 december 1992 | Amégasse 37' Nzamba 60' Ondo 82' |       | Lette 34' Sané 74' | Stade Omnisport de Libreville, Libreville Toeschouwers: 25.000 Scheidsrechter: Mamadouba Engage Camara (GUI) |

|                 |            |       |            |                                                                                        |
| 17 januari 1993 | Mozambique | 1 – 1 | Gabon      | Estádio da Machava, Maputo Toeschouwers: 8.778 Scheidsrechter: Ali Tahir Hafidhi (TAN) |
| 17 januari 1993 | Owanga 50' |       | Nzamba 40' | Estádio da Machava, Maputo Toeschouwers: 8.778 Scheidsrechter: Ali Tahir Hafidhi (TAN) |

|                 |                                                    |       |            |                                                                                              |
| 30 januari 1993 | Senegal                                            | 6 – 1 | Mozambique | Stade Leopold Senghor, Dakar Toeschouwers: 6.758 Scheidsrechter: Emmanuel Dada Obafemi (NGR) |
| 30 januari 1993 | Sané 13', 20' Seck 27', 82' Badiane 48' Diarra 75' |       | Tembe 44'  | Stade Leopold Senghor, Dakar Toeschouwers: 6.758 Scheidsrechter: Emmanuel Dada Obafemi (NGR) |

|                  |             |       |       |                                                                          |
| 27 februari 1993 | Senegal     | 1 – 0 | Gabon | Stade Leopold Senghor, Dakar Scheidsrechter: Moulay-Lahcen Najachi (MAR) |
| 27 februari 1993 | Badiane 35' |       |       | Stade Leopold Senghor, Dakar Scheidsrechter: Moulay-Lahcen Najachi (MAR) |

### Groep H
| Pos | Land       | Wed                                    | Win                                    | Gel                                    | Ver                                    | DV                                     | DT                                     | +/−                                    | Pnt                                    |
| --- | ---------- | -------------------------------------- | -------------------------------------- | -------------------------------------- | -------------------------------------- | -------------------------------------- | -------------------------------------- | -------------------------------------- | -------------------------------------- |
| 1.  | Zambia     | 4                                      | 3                                      | 0                                      | 1                                      | 11                                     | 3                                      | +8                                     | 6                                      |
| 2.  | Madagaskar | 4                                      | 3                                      | 0                                      | 1                                      | 7                                      | 3                                      | –4                                     | 6                                      |
| 3.  | Namibië    | 4                                      | 0                                      | 0                                      | 4                                      | 0                                      | 12                                     | –12                                    | 0                                      |
|     | Tanzania   | Teruggetrokken tijdens de kwalificatie | Teruggetrokken tijdens de kwalificatie | Teruggetrokken tijdens de kwalificatie | Teruggetrokken tijdens de kwalificatie | Teruggetrokken tijdens de kwalificatie | Teruggetrokken tijdens de kwalificatie | Teruggetrokken tijdens de kwalificatie | Teruggetrokken tijdens de kwalificatie |

|                 |                                 |                   |          |                                                                                         |
| 11 oktober 1992 | Zambia J. Bwalya 20' Mutale 30' | 2 – 0 Geannuleerd | Tanzania | Independence Stadium, Lusaka Toeschouwers: 29.000 Scheidsrechter: Gerald Gwatidzo (ZIM) |
| 11 oktober 1992 |                                 |                   |          | Independence Stadium, Lusaka Toeschouwers: 29.000 Scheidsrechter: Gerald Gwatidzo (ZIM) |

|                 |                              |       |         | |
| 11 oktober 1992 | Madagaskar                   | 3 – 0 | Namibië | Mahamasina Municipal Stadium, Antananarivo Toeschouwers: 13.650 Scheidsrechter: Goinsamy Maunick (MRI) |
| 11 oktober 1992 | Jean-Paul 29' Harry 44', 58' |       |         | Mahamasina Municipal Stadium, Antananarivo Toeschouwers: 13.650 Scheidsrechter: Goinsamy Maunick (MRI) |

|                 |          |                   |            |                                                                                           |
| 25 oktober 1992 | Tanzania | 0 – 0 Geannuleerd | Madagaskar | CCM Kirumba Stadium, Mwanza Toeschouwers: 6.881 Scheidsrechter: Charles Bakundukize (BDI) |
| 25 oktober 1992 |          |                   |            | CCM Kirumba Stadium, Mwanza Toeschouwers: 6.881 Scheidsrechter: Charles Bakundukize (BDI) |

|                 |         |                                        |        |                                                                      |
| 25 oktober 1992 | Namibië | 0 – 4                                  | Zambia | Independence Stadium, Windhoek Scheidsrechter: Louis Yana Yana (CMR) |
| 25 oktober 1992 |         | Chikwalakwala 15', 35' Mutale 22', 26' |        | Independence Stadium, Windhoek Scheidsrechter: Louis Yana Yana (CMR) |

|                  |                                  |                   |         |                                                                   |
| 19 december 1992 | Tanzania Lunyamila 52' Minde 74' | 2 – 0 Geannuleerd | Namibië | CCM Kirumba Stadium, Mwanza Scheidsrechter: Charles Masembe (UGA) |
| 19 december 1992 |                                  |                   |         | CCM Kirumba Stadium, Mwanza Scheidsrechter: Charles Masembe (UGA) |

|                  |                              |       |        | |
| 20 december 1992 | Madagaskar                   | 2 – 0 | Zambia | Mahamasina Municipal Stadium, Antananarivo Toeschouwers: 23.050 Scheidsrechter: Bekele Kidane (ETH) |
| 20 december 1992 | Rasoanaivo 52' Jean-Paul 90' |       |        | Mahamasina Municipal Stadium, Antananarivo Toeschouwers: 23.050 Scheidsrechter: Bekele Kidane (ETH) |

|                 |                      |                   |                                             |                                                                                           |
| 16 januari 1993 | Tanzania Jumanne 44' | 1 – 3 Geannuleerd | Zambia K. Bwalya 5' Mwila 42' A. Bwalya 67' | CCM Kirumba Stadium, Mwanza Toeschouwers: 8.894 Scheidsrechter: Charles Bakundukize (BDI) |
| 16 januari 1993 |                      |                   |                                             | CCM Kirumba Stadium, Mwanza Toeschouwers: 8.894 Scheidsrechter: Charles Bakundukize (BDI) |

|                 |         |         |            |                                                                         |
| 17 januari 1993 | Namibië | 0 – 1   | Madagaskar | Independence Stadium, Windhoek Scheidsrechter: Jelas Ntebu Masole (BOT) |
| 17 januari 1993 |         | Remi 3' |            | Independence Stadium, Windhoek Scheidsrechter: Jelas Ntebu Masole (BOT) |

|                 |                                                       |       |         |                                                                         |
| 20 januari 1993 | Zambia                                                | 4 – 0 | Namibië | Independence Stadium, Lusaka Scheidsrechter: Jorge Mario Femandes (ANG) |
| 20 januari 1993 | Chansa 4' Musonda 2' (pen.) K. Bwalya 79' Simambe 84' |       |         | Independence Stadium, Lusaka Scheidsrechter: Jorge Mario Femandes (ANG) |

|                  |                                     |       |                |                                                                      |
| 27 februari 1993 | Zambia                              | 3 – 1 | Madagaskar     | Independence Stadium, Lusaka Scheidsrechter: Hussein Ali Mousa (EGY) |
| 27 februari 1993 | Mutale 14' K. Bwalya 65' Mwitwa 68' |       | Rasoanaivo 82' | Independence Stadium, Lusaka Scheidsrechter: Hussein Ali Mousa (EGY) |

### Groep I
| Pos | Land   | Wed            | Win            | Gel            | Ver            | DV             | DT             | +/−            | Pnt            |
| --- | ------ | -------------- | -------------- | -------------- | -------------- | -------------- | -------------- | -------------- | -------------- |
| 1.  | Guinee | 2              | 1              | 0              | 1              | 4              | 2              | +2             | 2              |
| 2.  | Kenia  | 2              | 1              | 0              | 1              | 2              | 4              | –2             | 2              |
|     | Gambia | Teruggetrokken | Teruggetrokken | Teruggetrokken | Teruggetrokken | Teruggetrokken | Teruggetrokken | Teruggetrokken | Teruggetrokken |
|     | Mali   | Teruggetrokken | Teruggetrokken | Teruggetrokken | Teruggetrokken | Teruggetrokken | Teruggetrokken | Teruggetrokken | Teruggetrokken |

|                  |                                             |       |       |                                                                                          |
| 20 december 1992 | Guinee                                      | 4 – 0 | Kenia | Stade du 28 Septembre, Conakry Toeschouwers: 23.000 Scheidsrechter: Infali Cassama (GAB) |
| 20 december 1992 | F. Camara 51' Oulare 53' T. Camara 65', 89' |       |       | Stade du 28 Septembre, Conakry Toeschouwers: 23.000 Scheidsrechter: Infali Cassama (GAB) |

|                  |                       |       |        |                                                                                                   |
| 27 februari 1993 | Kenia                 | 2 – 0 | Guinee | Moi International Sports Centre, Nairobi Toeschouwers: 6.785 Scheidsrechter: Fethi Boucetta (TUN) |
| 27 februari 1993 | Matego 10' Nachok 88' |       |        | Moi International Sports Centre, Nairobi Toeschouwers: 6.785 Scheidsrechter: Fethi Boucetta (TUN) |

## Tweede ronde

### Groep 1
Een groep met het beste team van de jaren tachtig Algerije, het beste team van de jaren negentig Nigeria en de Afrikaanse kampioen Ivoorkust. Algerije had zijn beste tijd gehad en speelde geen rol van betekenis. Nigeria had allemaal beroemde voetballers, die in Europa spelen zoals spits Rashidi Yekini en aanvoerder en ex-RSC Anderlecht-speler Stephen Keshi. De thuiswedstrijden waren spektakelstukken, Algerije en Ivoorkust werden met 4-1 weggespeeld. Yekini scoorde in beide wedstrijden twee maal. In de uitwedstrijd tegen Algerije had Nigeria genoeg aan een gelijkspel, de bij AFC Ajax spelende Finidi George zorgde voor het doelpunt. De 1-1 eindstand was genoeg voor het debuut van Nigeria op het WK en was ook een persoonlijk succes van Clemens Westerhof, de in Nederland niet serieus genomen oefenmeester.
| Pos | Land      | Wed | Win | Gel | Ver | DV | DT | +/− | Pnt |
| --- | --------- | --- | --- | --- | --- | -- | -- | --- | --- |
| 1.  | Nigeria   | 4   | 2   | 1   | 1   | 10 | 5  | +5  | 5   |
| 2.  | Ivoorkust | 4   | 2   | 1   | 1   | 5  | 6  | –1  | 5   |
| 3.  | Algerije  | 4   | 0   | 2   | 2   | 3  | 7  | –4  | 2   |

|               |              |       |              |                                                                                 |
| 16 april 1993 | Algerije     | 1 – 1 | Ivoorkust    | Stade Akid Lotfi, Tlemcen Toeschouwers: 25.000 Scheidsrechter: Omer Yengo (CGO) |
| 16 april 1993 | Tasfaout 28' |       | Ben Salah 4' | Stade Akid Lotfi, Tlemcen Toeschouwers: 25.000 Scheidsrechter: Omer Yengo (CGO) |

|            |                                   |       |           |                                                                                                |
| 2 mei 1993 | Ivoorkust                         | 2 – 1 | Nigeria   | Stade Félix Houphouët-Boigny, Abidjan Toeschouwers: 27.512 Scheidsrechter: Lim Kee Chong (MRI) |
| 2 mei 1993 | A. Traoré 70' (pen.) Ouattara 75' |       | Yekini 5' | Stade Félix Houphouët-Boigny, Abidjan Toeschouwers: 27.512 Scheidsrechter: Lim Kee Chong (MRI) |

|             |                                         |       |             |                                                                                         |
| 3 juli 1993 | Nigeria                                 | 4 – 1 | Algerije    | Nationaal Stadion, Lagos Toeschouwers: 47.645 Scheidsrechter: Jean-Fidèle Diramba (GAB) |
| 3 juli 1993 | Okocha 12' Yekini 26', 32' Amokachi 88' |       | Tasfaout 5' | Nationaal Stadion, Lagos Toeschouwers: 47.645 Scheidsrechter: Jean-Fidèle Diramba (GAB) |

|              |           |       |          |                                                                                                  |
| 18 juli 1993 | Ivoorkust | 1 – 0 | Algerije | Stade Félix Houphouët-Boigny, Abidjan Toeschouwers: 35.000 Scheidsrechter: Charles Masembe (UGA) |
| 18 juli 1993 | Tiéhi 86' |       |          | Stade Félix Houphouët-Boigny, Abidjan Toeschouwers: 35.000 Scheidsrechter: Charles Masembe (UGA) |

|                   |                                               |       |           |                                                                                 |
| 25 september 1993 | Nigeria                                       | 4 – 1 | Ivoorkust | Nationaal Stadion, Lagos Toeschouwers: 65.000 Scheidsrechter: Neji Jouini (TUN) |
| 25 september 1993 | Oliha 20' Amokachi 25' Yekini 57' (pen.), 79' |       | Tiéhi 50' | Nationaal Stadion, Lagos Toeschouwers: 65.000 Scheidsrechter: Neji Jouini (TUN) |

|                |              |       |            |                                                                                       |
| 8 oktober 1993 | Algerije     | 1 – 1 | Nigeria    | Stade 5 Juillet 1962, Algiers Toeschouwers: 2.610 Scheidsrechter: Lim Kee Chong (MRI) |
| 8 oktober 1993 | Tasfaout 66' |       | George 20' | Stade 5 Juillet 1962, Algiers Toeschouwers: 2.610 Scheidsrechter: Lim Kee Chong (MRI) |

### Groep 2
Zambia had een talentvolle lichting, ze wonnen op de Olympische Spelen in 1988 met 4-0 van Italië. De eerste wedstrijd was tegen Senegal en bijna de hele selectie vertrok met het vliegtuig naar Dakar. Aanvoerder en sterspeler Kalusha Bwalya was op dat moment in Nederland omdat hij nog wat formaliteiten moest verrichten voor zijn club PSV Eindhoven, hij zou later vertrekken naar Senegal. Ook Anderlecht-speler Charly Musonda bleef thuis, omdat hij op verzoek van manager Michel Verschueren een wedstrijd voor zijn club zou spelen. Ter hoogte van Libreville in Gabon sloeg het noodlot toe, het vliegtuig stortte neer en alle inzittenden kwamen om het leven. Zambia had een talentvolle groep in één keer verloren.
Kwalificatie leek een onmogelijke opgave, maar Kalusha besloot een nieuw nationaal elftal te formeren. Denemarken bood hun gratis trainingsfaciliteiten aan en een extra coach om te ondersteunen. Op 4 juli 1993 stond het hele land ''stil'', toen het nieuwe Zambia moest aantreden tegen het sterke Marokko. Marokko kwam na 1 minuut op voorsprong, maar Kalusha nam zijn onervaren team op sleeptouw. In de tweede helft scoorde hij uit een vrije trap en leverde de assist voor de winnende treffer van Johnson Bwalya. De uitwedstrijd tegen Senegal werd in Ivoorkust gespeeld en eindigde in een 0-0 gelijkspel, de thuiswedstrijd werd met 4-0 overtuigend gewonnen. De ploeg had aan een gelijkspel tegen Marokko om een voetbalwonder te creëren, maar de ploeg verloor met 1-0 dankzij een doelpunt van Abdeslam Laghrissi. Een droom spatte uit elkaar, maar dat de nieuwe ploeg talent had bewezen ze door een jaar later tweede te worden op de African Nations Cup.
| Pos | Land    | Wed | Win | Gel | Ver | DV | DT | +/− | Pnt |
| --- | ------- | --- | --- | --- | --- | -- | -- | --- | --- |
| 1.  | Marokko | 4   | 3   | 0   | 1   | 6  | 3  | +3  | 6   |
| 2.  | Zambia  | 4   | 2   | 1   | 1   | 6  | 2  | +4  | 5   |
| 3.  | Senegal | 4   | 0   | 1   | 3   | 1  | 8  | –7  | 1   |

|               |             |       |         |                                                                                    |
| 18 april 1993 | Marokko     | 1 – 0 | Senegal | Stade Mohamed V, Casablanca Toeschouwers: 75.000 Scheidsrechter: Alhagi Faye (GAM) |
| 18 april 1993 | Chaouch 82' |       |         | Stade Mohamed V, Casablanca Toeschouwers: 75.000 Scheidsrechter: Alhagi Faye (GAM) |

|             |                             |       |           |                                                                                          |
| 4 juli 1993 | Zambia                      | 2 – 1 | Marokko   | Independence Stadium, Lusaka Toeschouwers: 50.000 Scheidsrechter: Hafidh Ali Tahir (TAN) |
| 4 juli 1993 | K. Bwalya 60' J. Bwalya 67' |       | Daoudi 1' | Independence Stadium, Lusaka Toeschouwers: 50.000 Scheidsrechter: Hafidh Ali Tahir (TAN) |

|              |          |       |                              |                                                                                     |
| 17 juli 1993 | Senegal  | 1 – 3 | Marokko                      | Stade Leopold Senghor, Dakar Toeschouwers: 43.412 Scheidsrechter: Neji Jouini (TUN) |
| 17 juli 1993 | Sané 65' |       | Bouyboud 8', 62' Fertout 75' | Stade Leopold Senghor, Dakar Toeschouwers: 43.412 Scheidsrechter: Neji Jouini (TUN) |

|                 |         |       |        | |
| 7 augustus 1993 | Senegal | 0 – 0 | Zambia | Stade Félix Houphouët-Boigny, Abidjan Toeschouwers: 15.000 Scheidsrechter: Mohammad Awad Fouda (KSA) |
| 7 augustus 1993 |         |       |        | Stade Félix Houphouët-Boigny, Abidjan Toeschouwers: 15.000 Scheidsrechter: Mohammad Awad Fouda (KSA) |

|                   |                                                   |       |         |                                                                                        |
| 26 september 1993 | Zambia                                            | 4 – 0 | Senegal | Independence Stadium, Lusaka Toeschouwers: 50.000 Scheidsrechter: Kwang-Taik Kim (KOR) |
| 26 september 1993 | Mbasela 11' Litana 55' Malitoli 71' K. Bwalya 85' |       |         | Independence Stadium, Lusaka Toeschouwers: 50.000 Scheidsrechter: Kwang-Taik Kim (KOR) |

|                 |               |       |        |                                                                                            |
| 10 oktober 1993 | Marokko       | 1 – 0 | Zambia | Stade Mohamed V, Casablanca Toeschouwers: 49.383 Scheidsrechter: Jean-Fidèle Diramba (GAB) |
| 10 oktober 1993 | Laghrissi 62' |       |        | Stade Mohamed V, Casablanca Toeschouwers: 49.383 Scheidsrechter: Jean-Fidèle Diramba (GAB) |

### Groep 3
Zimbabwe kon de stunt tegen Egypte, niet doorzetten tegen Kameroen. Het won de thuiswedstrijd nog met 1-0, maar was in de uitwedstrijd kansloos. Kameroen was de grote verrassing tijdens het laatste WK. Dit was echter vooral de verdienste van Roger Milla, de op leeftijd zijnde invaller. Er was zo weinig vertrouwen in de huidige selectie, dat de inmiddels 42-jarige Milla opnieuw werd opgenomen in de selectie.
| Pos | Land     | Wed | Win | Gel | Ver | DV | DT | +/− | Pnt |
| --- | -------- | --- | --- | --- | --- | -- | -- | --- | --- |
| 1.  | Kameroen | 4   | 3   | 0   | 1   | 7  | 3  | +4  | 6   |
| 2.  | Zimbabwe | 4   | 2   | 0   | 2   | 3  | 6  | –3  | 4   |
| 3.  | Guinee   | 4   | 1   | 0   | 3   | 4  | 5  | –1  | 2   |

|               |                          |       |           |                                                                    |
| 18 april 1993 | Kameroen                 | 3 – 1 | Guinee    | Stade Ahmadou Ahidjo, Yaoundé Scheidsrechter: Rachid Medjiba (ALG) |
| 18 april 1993 | Tchami 7', 49' Ewane 90' |       | Sylla 62' | Stade Ahmadou Ahidjo, Yaoundé Scheidsrechter: Rachid Medjiba (ALG) |

|            |                                      |       |          |                                                                                         |
| 2 mei 1993 | Guinee                               | 3 – 0 | Zimbabwe | Stade du 28 Septembre, Conakry Toeschouwers: 25.000 Scheidsrechter: Mohamed Bahar (MAR) |
| 2 mei 1993 | T. Camara 2' Dramé 16' F. Camara 80' |       |          | Stade du 28 Septembre, Conakry Toeschouwers: 25.000 Scheidsrechter: Mohamed Bahar (MAR) |

|             |          |       |          |                                                                                                  |
| 4 juli 1993 | Zimbabwe | 1 – 0 | Kameroen | National Sports Stadium, Harare Toeschouwers: 71.160 Scheidsrechter: Emmanuel Dada Obafemi (NGR) |
| 4 juli 1993 | Sawu 86' |       |          | National Sports Stadium, Harare Toeschouwers: 71.160 Scheidsrechter: Emmanuel Dada Obafemi (NGR) |

|              |        |          |          |                                                                                           |
| 18 juli 1993 | Guinee | 0 – 1    | Kameroen | Stade du 28 Septembre, Conakry Toeschouwers: 15.000 Scheidsrechter: Jamal Al Sharif (SYR) |
| 18 juli 1993 |        | Embé 45' |          | Stade du 28 Septembre, Conakry Toeschouwers: 15.000 Scheidsrechter: Jamal Al Sharif (SYR) |

|                   |          |       |        |                                                                                      |
| 26 september 1993 | Zimbabwe | 1 – 0 | Guinee | National Sports Stadium, Harare Toeschouwers: 54.955 Scheidsrechter: Omer Yengo(CGO) |
| 26 september 1993 | Sawu 3'  |       |        | National Sports Stadium, Harare Toeschouwers: 54.955 Scheidsrechter: Omer Yengo(CGO) |

|                 |                                        |       |               |                                                                                      |
| 10 oktober 1993 | Kameroen                               | 3 – 1 | Zimbabwe      | Stade Ahmadou Ahidjo, Yaoundé Toeschouwers: 85.000 Scheidsrechter: Alhagi Faye (GAM) |
| 10 oktober 1993 | Omam-Biyik 13' (pen.), 27' Maboang 89' |       | A. Ndlovu 50' | Stade Ahmadou Ahidjo, Yaoundé Toeschouwers: 85.000 Scheidsrechter: Alhagi Faye (GAM) |